# Regionale Schule

Bundesländer mit teilintegrativen Gesamtschulen (ohne gymnasialen Zweig)

Die Regionale Schule oder Regionalschule ist eine Schulart in Deutschland, in der nach Klasse 9 die Berufsreife und nach Klasse 10 die mittlere Reife erworben werden kann. Diese Schulart wurde inzwischen von mehreren deutschen Bundesländern mit anderen Bezeichnungen eingeführt.
Regionale Schulen sind eine Kombination aus herkömmlichen Haupt- und Realschulen. Sie zeichnen sich dadurch aus, dass die Schüler ab Klassenstufe 7 zwischen dem Lernniveau für Hauptschule und Realschule im Rahmen einer äußeren Leistungsdifferenzierung wechseln können. Dies erfolgt je nach Schule fächerspezifisch oder klassenspezifisch.

## Vergleich zu anderen Schulformen
Im Gegensatz zur verwandten integrierten Gesamtschule gibt es keinen gymnasialen Zweig, die Schulart Gymnasium existiert also parallel.
Die Schulart entsteht automatisch aus dem Zusammenschluss von Haupt- und Realschulen und bildet somit die neue Schulform Regionalschule. Diese sind keine Wahlschulen, bedeutet sie müssen alle Kinder ihres Einzugsbereichs aufnehmen.
Der Begriff Regionalschule geht auf Albin Dannhäuser (1) zurück. Er entwickelte 1981 ihr Konzept nicht nur als schulorganisatorisches Prinzip im Sinne der Wohnortnähe, sondern auch als schulrechtliches Prinzip, nach dem Entscheidungskompetenzen im Verständnis des Subsidiaritätsprinzips an die einzelne Schule verlagert werden sollten. Darüber hinaus sollte die Regionalschule nach dem didaktischen Prinzip der Lebensnähe und nach dem pädagogischen Prinzip der Vernetzung von Schule und ihrem Umfeld ausgestaltet werden.

### Vorteile
In ländlichen Regionen ist es oft aufgrund mangelnder Schülerzahlen kostenaufwändig und schwierig, sowohl eine Haupt- als auch eine Realschule zu betreiben. Bei einer kombinierten Regionalen Schule können daher Kosten gespart werden.
Zudem erweist sich die Neueinstellung von Lehrern als leichter als an traditionellen Hauptschulen.

### Nachteile
Aus dem Mangel an Abstufung in einer zusammengelegten Schule kann für Einzelne ein unpassendes Schulniveau resultieren. Außerdem wird dadurch für auf Realschulen prädestinierte Schüler ein Anreiz zur nächsthöheren Schulform (Gymnasium) gesetzt, der nicht zwangsläufig bedient werden kann. Im Vergleich zu einem Realschulabschluss, gefolgt von einer gymnasialen Oberstufe, könnten die erhöhten Anforderungen eines Gymnasiums zu einer Überforderung und somit begrenzten Möglichkeiten führen.

## Bundesländer mit Regionalen Schulen

### Rheinland-Pfalz
In Rheinland-Pfalz war die Regionale Schule ab 1997 nach Ablauf der Modellversuchsphase zur Regelschule geworden. Im Schuljahr 2007/08 existierten 83 Regionale Schulen in Rheinland-Pfalz (davon 36 Ganztagsschulen). Mit Beginn des Schuljahres 2009/10 wurden alle Regionalen Schulen des Landes in Realschulen plus in der Form der Integrativen Realschule gemäß §2 (2) Landesgesetz zur Einführung der neuen Schulstruktur im Bereich der Sekundarstufe I (SchulstrukturEinfG) vom 22. Dezember 2008überführt.

### Mecklenburg-Vorpommern
Seit dem Schuljahr 2002/03 wurden auch in Mecklenburg-Vorpommern, das nach der Wiedervereinigung Deutschlands 1990 zunächst das dreigliedrige Schulsystem nach Vorbild Bayerns eingeführt hatte, Haupt- und Realschulen durch die Regionale Schule flächendeckend ersetzt. Dadurch wurden aus drei Schularten (Hauptschule, Realschule, Gymnasium) zwei (Regionale Schule, Gymnasium).
Ziele der Reform waren unter anderem auch die Stärkung der Kernfächer (Deutsch, Mathematik, Fremdsprache), die verbesserte Berufsorientierung und die sozialen Kompetenzen der Schüler.

### Schleswig-Holstein
Im Entwurf zum neuen Schulgesetz in Schleswig-Holstein einigte sich die damalige große Koalition in Kiel darauf, die schleswig-holsteinischen Haupt- und Realschulen im Schuljahr 2010/11 zu Regionalschulen zusammenzulegen.
Das Modell lief 2015 in Schleswig-Holstein aus, Regionale Schulen mit mindestens 240 Schülern wurden mit Beginn des Schuljahres 2014/2015 in Gemeinschaftsschulen umgewandelt. Der Betrieb Regionaler Schulen, deren Schülerzahl zum Schuljahr 2015/2016 weniger als 240 betrug, wurde mit Ablauf des Schuljahres 2019/20 eingestellt, als alle Schüler die Schule beendet hatten.

## Bundesländer mit ähnlichen Konzepten
Vergleichbare Schulformen sind die
- Erweiterte Realschule im Saarland,
- Oberschule in Brandenburg,
- Oberschule in Niedersachsen,
- Oberschule in Sachsen,
- Regelschule in Thüringen,
- Sekundarschule in Sachsen-Anhalt, Bremen, und Nordrhein-Westfalen,

sowie
- Gemeinschaftsschule in Schleswig-Holstein (s. o.)
- Realschule plus in Rheinland-Pfalz (s. o.)